# Чезена (Терамо)
Чезена (итал. Cesenà) је насеље у Италији у округу Терамо, региону Абруцо.
Према процени из 2011. у насељу је живело 299 становника. Насеље се налази на надморској висини од 194 м.